# Always Remember I Love You
Always Remember I Love You (Brasil: Lembre-se de que Te Amo / Portugal: Amor para Sempre) é um telefilme americano do ano de 1990 que fala sobre adoção, relacionamentos e valores familiares.

## Elenco
- Patty Duke	... 	Ruth Monroe
- Stephen Dorff	... 	Robert Mendham
- David Birney	... 	Philip Mendham
- Sam Wanamaker	... 	Grandfather Mendham
- Jarred Blancard	... 	John Monroe (as Jarred Blanchard)
- Malcolm Stewart	... 	Paul
- Linda Darlow	... 	Fran(nie)
- Richard Masur	... 	Earl Monroe
- Joan Van Ark	... 	Martha Mendham
- Kimberley Warnat	... 	Sally
- Gabe Khouth	... 	Ace
- Troy James	... 	Jim
- Sue Matthews	... 	Pam
- Ian Black	        ... 	Sam
- Matthew Walker	... 	Pastor
- Mike Izcobucci	... 	Mike
- Garrett Gabriel	... 	Tony